# Akela
(Da Il libro della giungla di Rudyard Kipling)
Akela è uno dei personaggi principali de Il libro della giungla e Il secondo libro della giungla di Rudyard Kipling. È un lupo, capobranco del Popolo libero di Seeonee, di cui fa parte anche Mowgli. È un personaggio caratterizzato da profonda moralità e da un affetto paterno per il cucciolo d'uomo. Garante della legge del branco, verrà deposto grazie alle macchinazioni della tigre Shere Khan e dello sciacallo Tabaqui, per poi morire nel corso di una caccia in difesa del popolo libero contro i dholes.
In lingua hindi significa, "solitario" e fu scelto da Kipling in quanto questo nome sarebbe stato facilmente riconoscibile negli ululati dei suoi subordinati nel branco, riverberando anche a grande distanza. Kipling rappresenta il personaggio con le caratteristiche d'un classico gentiluomo britannico, come dimostrato dai suoi frequenti cenni all'onore del branco.

## Storia

### Il libro della giungla

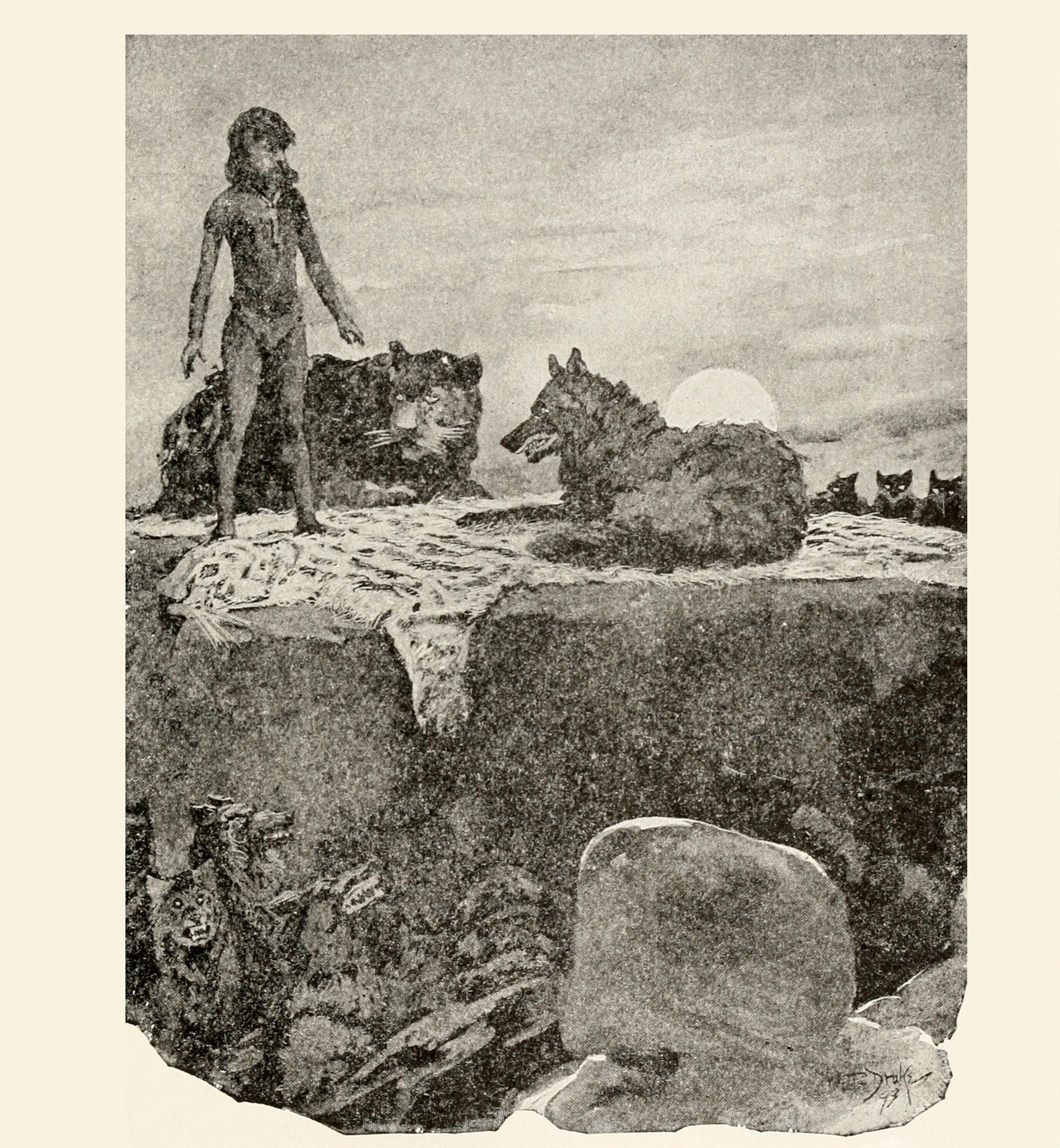
Akela sulla Rocca del Consiglio insieme a Mowgli e Bagheera dopo la vittoria contro Shere Khan, illustrazione del 1895.

Nella prima metà de I fratelli di Mowgli, Akela è a capo del popolo libero già da un anno. È consapevole delle usanze degli uomini, essendo caduto da giovane, per ben due volte, nelle trappole per i lupi e quasi morto per essere stato pestato dai contadini. Durante una seduta alla Rocca del Consiglio, in cui i nuovi lupacchiotti vengono presentati agli anziani del branco, la lupa Raksha presenta il cucciolo di uomo Mowgli, appena salvato dalle grinfie della tigre Shere Khan. Shere Khan si presenta al consiglio, reclamando il diritto di riavere la sua preda. Akela rifiuta di consegnarlo e lo accetta come membro del branco, dato che l'orso Baloo parla in favore del bambino e la pantera Bagheera compra la sua vita con un toro appena ucciso.
Nel corso d'un decennio, nessun lupo rimane menomato o intrappolato sotto la guida di Akela. La sua autorità sui lupi più giovani viene però minata dalle macchinazioni di Shere Khan e dal suo scagnozzo Tabaqui. I due incoraggiano i lupi a violare la legge della giungla predando il bestiame e i bambini dei villaggi, mettendo in dubbio la saggezza di Akela nell'aver accettato un umano nel branco. Durante una caccia al sambar, i lupi ribelli fanno largo ad Akela, sapendo che il capobranco è ormai indebolito dalla vecchiaia. Quando inevitabilmente Akela manca il colpo, viene dichiarato un "lupo morto" e per legge deve morire in uno scontro a due. Nella successiva riunione alla Rocca del Consiglio, in cui Shere Khan si presenta ancora per riprendersi Mowgli, Akela offre di non difendersi se il branco permette a Mowgli di tornare ai suoi simili. Shere Khan e i suoi accoliti respingono il compromesso, ma prima che possano uccidere il vecchio capobranco, viene in sua salvezza Mowgli, armato con un ramo infuocato. Scaccia la tigre e tutti i lupi ribelli, effettivamente sciogliendo il branco.
In «Tigre-Tigre!», viene rivelato che, in solo tre mesi senza la guida di Akela, i lupi hanno finito per lottare fra di loro, vengono feriti dalle trappole degli umani e diventano rognosi per aver mangiato cibo cattivo. Il vecchio capobranco, insieme a Fratel Bigio, rintraccia Mowgli presso un villaggio umano vicino al fiume Waingunga, territorio di Shere Khan. Lì, comprendono che Shere Khan è intento a vendicarsi definitivamente del cucciolo di uomo. Quando la tigre viene avvistata nei pressi di una gola, Akela, Fratel Bigio e Mowgli dividono una mandria di bufali e li fanno correre impazziti da entrambi i lati del burrone, intrappolando la tigre e uccidendola con i loro zoccoli. Mentre Mowgli scuoia la carcassa, viene minacciato dal cacciatore Buldeo, inteso a prendersi il merito per l'uccisione. Akela interviene e caccia via Buldeo, che racconta al villaggio che il lupo sia infatti Mowgli trasformato. Akela torna al suo territorio, dove si corica sulla Rocca del Consiglio, decorato dalla pelle ancora sanguinante della tigre. Al suo richiamo, rispondono gran parte del suo vecchio branco, che lo implorano a ridiventare loro capo, un'offerta che lui rifiuta.

### Il secondo libro della giungla

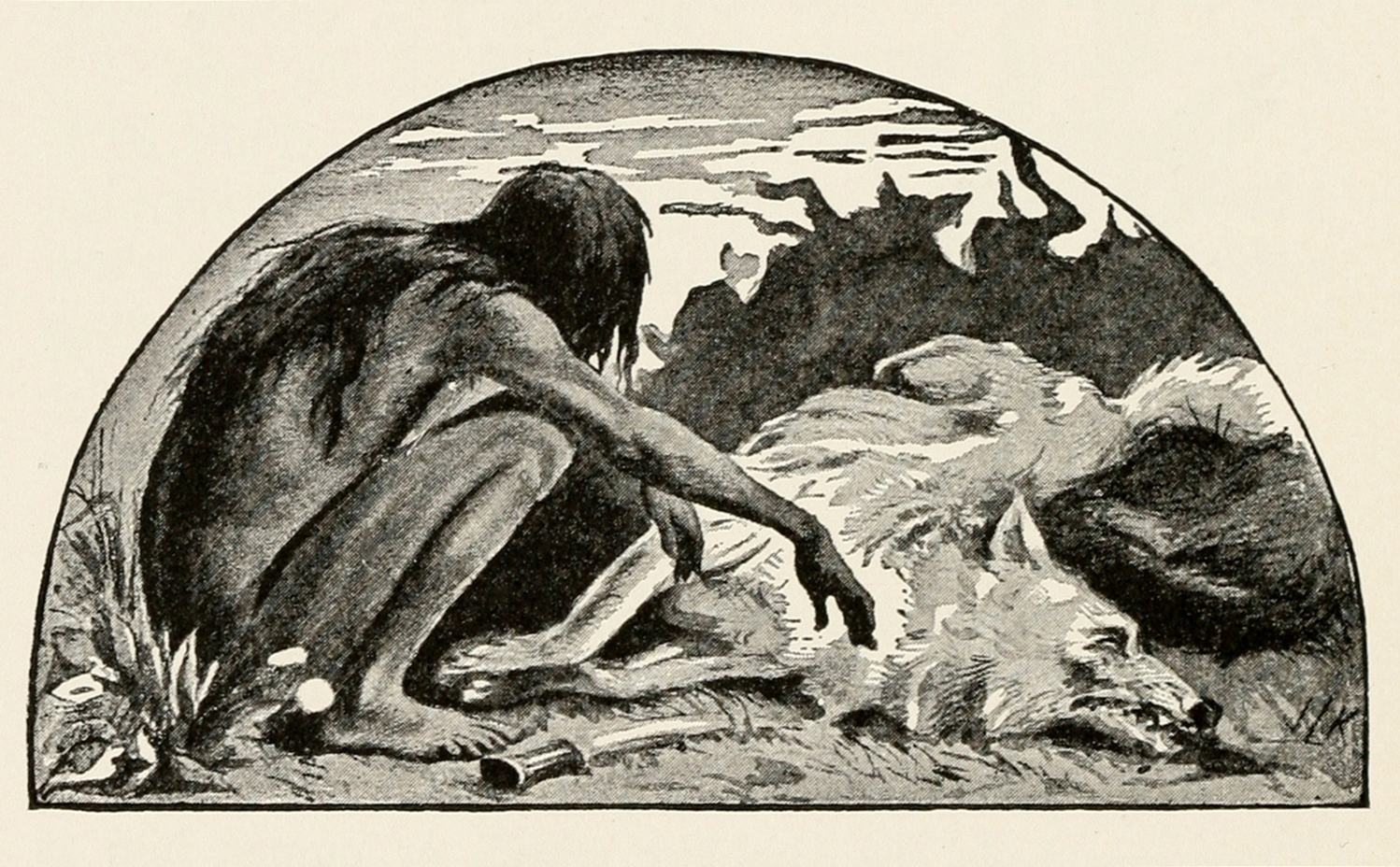
La morte di Akela, illustrazione del 1895.

Sei anni dopo gli eventi di «Tigre-Tigre!», Akela è ormai in cattive condizioni di salute e, per il cibo, dipende da Mowgli. Nel corso del tempo dopo la sua deposizione, ha riforgiato l'unità del popolo libero con i figli dei suoi vecchi compagni, ma non riassume il comando, lasciando la guida del branco al feroce Phao.
Nel racconto, I cani rossi, Akela è presente quando viene annunciato l'imminente invasione dei dholes, i cani rossi devastatori del Dekkan. Akela, consapevole dei rischi d'una guerra, suggerisce a Mowgli di recarsi a nord fino a che non cessa l'inevitabile battaglia. Mowgli rifiuta, giurando di unirsi al branco nella lotta. Quando inizia lo scontro presso la gola del Waingunga, Akela viene gravemente ferito dopo aver ucciso numerosi dholes. Dopo la vittoria del popolo libero, Akela usa i suoi ultimi respiri per convincere Mowgli a tornare ai suoi simili:

## Figura nello scautismo
Nello scautismo, Akela è generalmente il capo unità in un branco di lupetti (nell'AGESCI dove vige la diarchia ed è generalmente affiancato nell'incarico da Bagheera). La caratteristica collegata al personaggio è la formazione del carattere. La sua parola maestra è:
(Parola maestra di Akela)
Un'altra frase caratteristica di Akela che rientra tra le parole maestre del Branco è
(Parola maestra, pronunciata da Akela)
viene pronunciata al momento dell'accettazione dei cuccioli ed è rivolta agli altri lupi, perché possano osservare i nuovi arrivati e decidere se possano far parte del branco.

## Altri media

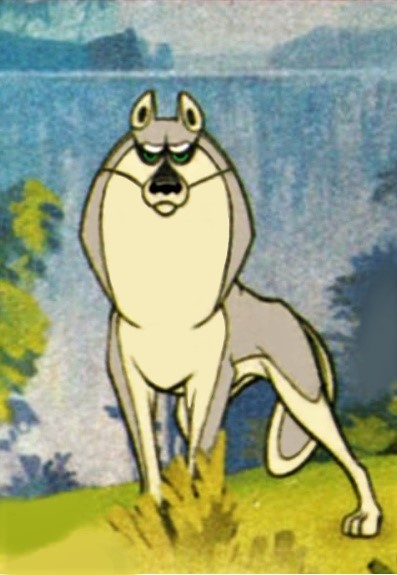
Akela rappresentato nel film sovietico Maugli.

Akela compare in numerosi adattamenti cinematografici dei libri di Kipling, inclusi Il libro della giungla di Walt Disney e la serie animata giapponese Il libro della giungla.
Ne "Il libro della giungla" diretto da Jon Favreau nel 2016, viene doppiato dall'attore statunitense Giancarlo Esposito, mentre nella versione italiana è doppiato da Luca Biagini. In un'intervista, Esposito descrisse il personaggio come un leader patriarcale ma saggio che, contrariamente a un dittatore, cerca di valorizzare i punti di forza di ogni membro del branco.
In Mowgli - Il figlio della giungla del 2018 viene doppiato da Peter Mullan. Il regista Andy Serkis descrisse come Mullan fosse la sua prima scelta per il personaggio siccome voleva rappresentare Akela come un leader forte ed egalitario ma anche vulnerabile, essendo consapevole dei cambiamenti che andavano svolgendosi nella giungla e vedendo in Mowgli uno strumento per la pace tra gli animali e l'uomo.